# Jewgenija Sergejewna Augustinas
Jewgenija Sergejewna Augustinas (russisch Евгения Сергеевна Аугустинас, geboren als Jewgenija Sergejewna Romanjuta, Евгения Сергеевна Романюта, verh. Augustinas, verh. Mudraja, Мудрая; * 22. Januar 1988 in Tula) ist eine ehemalige russische Bahnradsportlerin.

## Sportliche Laufbahn
Im Jahre 2005 feierte Jewgenija Romanjuta ihre ersten internationalen Erfolge als Juniorin, wurde Zweite bei Bahn-Europameisterschaften im Scratch und Dritte in derselben Disziplin bei Junioren-Weltmeisterschaften. Im Jahr darauf belegte sie bei den Europameisterschaften der Junioren den zweiten Platz im Punktefahren und den dritten Platz im Scratch, während sie bei den Junioren-Weltmeisterschaften im Punktefahren Dritte und im Scratch Zweite wurde. 2008 sowie 2010 belegte sie den dritten Platz bei den Junioren-Europameisterschaften im Scratch. Zudem belegte sie mehrfach vordere Plätze bei Bahnrad-Weltcup-Rennen.
2011 startete Romanjuta erstmals in der Elite-Klasse und wurde zweifache russische Meisterin, im Omnium sowie in der Mannschaftsverfolgung. Bei den UEC-Bahn-Europameisterschaften 2011 in Apeldoorn errang sie die Goldmedaille im Punktefahren. 2013, bei den Bahn-Weltmeisterschaften in Minsk, errang sie Bronzemedaille im Scratch wie im Jahr darauf bei den Weltmeisterschaften in Cali. 2014 wurde sie Europameisterin in dieser Disziplin. Bei den UEC-Bahn-Europameisterschaften 2017 in Berlin gewann sie zwei Medaillen, Silber im Ausscheidungsfahren und Bronze im Scratch.
2018 errang Jewgenija Augustinas Bronze im Ausscheidungsfahren bei den Bahneuropameisterschaften, und 2019 wurde sie bei den Europaspielen Zweite im Omnium. Kurz darauf beendete sie ihre aktive Radsportlaufbahn.

## Erfolge

### Bahn
2005
- Junioren-Weltmeisterschaft – Scratch
- Junioren-Europameisterschaft – Scratch

2006
- Junioren-Weltmeisterschaft – Scratch
- Junioren-Weltmeisterschaft – Punktefahren
- Junioren-Europameisterschaft – Punktefahren
- Junioren-Europameisterschaft – Scratch

2007
- Bahnrad-Weltcup in Sydney – Mannschaftsverfolgung (mit Olga Sljussarewa und Anastassija Tschulkowa)

2008
- Bahnrad-Weltcup in Melbourne – Punktefahren
- Europameisterschaft (U23) – Scratch

2009
- Bahnrad-Weltcup in Peking – Scratch

2010
- U23-Europameisterschaft – Scratch

2011
- Bahnrad-Weltcup in Astana – Omnium
- Europameisterin – Punktefahren
- Russische Meisterin – Omnium, Mannschaftsverfolgung (mit Werena Absalimowa und Wiktoria Kondel)

2012
- Europameisterschaft – Punktefahren

2013
- Weltmeisterschaft – Scratch
- Europameisterschaft – Mannschaftsverfolgung (mit Alexandra Tschekina, Gulnas Badykowa und Marija Mischina)
- Russische Meisterin – Omnium

2014
- Weltmeisterschaft – Scratch
- Europameisterin – Scratch
- Europameisterschaft – Mannschaftsverfolgung (mit Tamara Balabolina, Irina Molischewa und Alexandra Gontscharowa)

2015
- Europameisterschaft – Mannschaftsverfolgung (mit Gulnas Badykowa, Tamara Balabolina, Alexandra Gontscharowa und Maria Sawitskaja)

2017
- Europameisterschaft – Ausscheidungsfahren
- Europameisterschaft – Scratch

2018
- Europameisterschaft – Ausscheidungsfahren
- Russische Meisterin – Mannschaftsverfolgung (mit Anastassija Jakowenko, Gulnas Badykowa und Alexandra Gontscharowa)

2019
- Europaspiele – Omnium

## Straße
2018
- eine Etappe (MZF) Tour of Thailand

## Teams
- 2012 RusVelo
- 2018 Cogeas-Mettler
- 2019 Cogeas-Mettler (bis 23. Juni)